# Aoife Lynch
Aoife Lynch (* 14. Mai 1999) ist eine irische Sprinterin, die sich auf den 200-Meter-Lauf spezialisiert hat.

## Sportliche Laufbahn
Erste internationale Erfahrungen sammelte Aoife Lynch bei den 2016 erstmals in Tiflis ausgetragenen Jugendeuropameisterschaften, bei denen sie im 200-Meter-Lauf bis in das Halbfinale gelangte und dort mit 24,56 s ausschied. Im Jahr darauf schied sie dann bei den U20-Europameisterschaften in Grosseto mit 25,12 s in der ersten Runde aus und bei den World Athletics Relays 2021 im polnischen Chorzów wurde sie mit der dänischen 4-mal-200-Meter-Staffel mit neuem Landesrekord von 1:35,93 min Zweite hinter dem Team aus Polen. Im Juli schied sie bei den U23-Europameisterschaften in Tallinn mit 11,88 s in der ersten Runde über 100 m aus und erreichte mit der Staffel im Finale nicht das Ziel.

## Persönliche Bestleistungen
- 100 Meter: 11,63 s (+1,7 m/s), 9. Juni 2021 in Eisenstadt
  - 60 Meter (Halle): 7,55 s, 21. Februar 2021 in Dublin
- 200 Meter: 24,17 s (−0,8 m/s), 20. Juli 2019 in Santry
  - 200 Meter (Halle): 24,62 s, 1. April 2017 in Athlone